# Reinhard Döring
Reinhard Döring (* 1946) ist ein deutscher Staatsbürger, der zum engen Kreis von Paul Schäfer und zur Führungsmannschaft der deutschen Sektenkolonie Colonia Dignidad in Chile gehörte. Gegen den mittlerweile in Deutschland lebenden Döring besteht ein internationaler Haftbefehl der chilenischen Behörden.

## Beteiligung am Aufbau der Colonia Dignidad
Döring verbrachte zumindest einen Teil seiner Kindheit im von Paul Schäfer in Lohmar-Heide gegründeten Erziehungsheim „Private Sociale Mission“. Im Alter von 15 Jahren folgte er dem Sektengründer nach Chile, wo sich die Colonia Dignidad im Aufbau befand. Im Laufe der Zeit entwickelte sich Döring zu einer Führungsfigur der Colonia Dignidad.

## Rolle während der chilenischen Militärdiktatur
Döring soll Kontaktmann der Kolonie zum Geheimdienst von Augusto Pinochet gewesen sein, der während der Militärdiktatur in Chile (1973–1990) Oppositionelle auf dem Gelände der sogenannten Colonia Dignidad foltern, verhören und ermorden ließ. Döring wird vorgeworfen, im Jahr 1976 am Verschwindenlassen von drei Oppositionellen beteiligt gewesen zu sein, Gefangene bewacht und sie zu Exekutionen transportiert zu haben.

## Strafverfolgung
Die chilenische Justiz erließ 2005 einen internationalen Haftbefehl gegen Döring. Er flüchtete jedoch vor der Anklage nach Gronau (Westf.), wo er als deutscher Staatsbürger vor Auslieferung an Chile sicher ist.
In demselben Jahr wurde er in Chile in Abwesenheit verurteilt, weil er nach Überzeugung des Gerichts als Verbindungsperson zwischen der Colonia Dignidad und der chilenischen Geheimpolizei agiert hatte und in das Verschwindenlassen des oppositionellen 27-jährigen Aktivisten Juan Maino Canales verwickelt war.
Die Staatsanwaltschaft Münster ermittelte gegen ihn von 2016 bis 2019, allerdings ohne Ergebnis. Der Fall Döring ist einer von dreizehn Fällen, in denen deutsche Ermittlungsbehörden gegen ehemalige Mitglieder der Colonia Dignidad ergebnislos ermittelten. Andreas Schüller von der deutschen nichtstaatlichen Menschenrechtsorganisation European Center for Constitutional and Human Rights (ECCHR) kritisierte, dass die deutschen Ermittlungsbehörden nicht alle aussagewilligen Zeugen befragt hätten. In Italien wurde Döring Ende September 2021 in einem Hotel in Forte dei Marmi festgenommen, woraufhin das chilenische Berufungsgericht Mitte November 2021 einen Antrag auf Auslieferung stellte. Am 24. November 2021 meldete die Süddeutsche Zeitung, Döring sei aus gesundheitlichen Gründen vorübergehend freigelassen worden und habe sich sogleich nach Deutschland abgesetzt.